# Sámod, Baranya
Sámod este un sat în districtul Sellye, județul Baranya, Ungaria, având o populație de 189 de locuitori (2011). 

## Demografie
Componența etnică a satului Sámod
     Maghiari (77,33%)
     Romi (22,67%)
Componența confesională a satului Sámod
     Romano-catolici (63,49%)
     Reformați (13,76%)
     Fără religie (8,99%)
     Necunoscută (13,76%)
Conform recensământului din 2011, satul Sámod avea 189 de locuitori. Din punct de vedere etnic, majoritatea locuitorilor (77,33%) erau maghiari, cu o minoritate de romi (22,67%).  Din punct de vedere confesional, majoritatea locuitorilor (63,49%) erau romano-catolici, existând și minorități de reformați (13,76%) și persoane fără religie (8,99%). Pentru 13,76% din locuitori nu este cunoscută apartenența confesională.